# 成田美寿々
成田 美寿々（なりた みすず、1992年10月8日 - ）は、千葉県市原市出身の日本の女子プロゴルファー。ジェイテクト所属。

## 経歴
12歳の時に父の勧めでゴルフを始める。関東ジュニアゴルフ、東日本女子パブリックアマなどで優勝。
拓殖大学紅陵高等学校卒業。同級生にプロ野球選手の加藤貴之がいる。オリンピック出場と将来はスポーツ科学（スポーツ・体育）の指導者を目指し日本体育大学体育学部に入学するもプロに転向し大学を中退。
2011年、プロテスト最終テストで不合格、QT上位（26位にて翌年出場権を獲得し、TPD単年度登録）でツアーに参戦。
2013年、プロテストを2位で合格（同3位は、鈴木愛）、JLPGA入会。プロ初年度で富士通レディース初優勝。
2021年、統合シーズン24度の予選落ちにより8シーズン維持してきたシード権を喪失。

## 人物
笑顔が印象的な人物であり、「へらへらしすぎ」という指摘もある程だが、本人は「スコアを良くするため」「怒ってスコアが良くなるなら寧ろ怒る」と2019年の取材で話している。
2018年シーズンからは、週に1回できる限りトレーニングを実施している。2018年2月に米ツアー「ホンダLPGAタイランド」に出場したところ、選手がトーナメント中でもトレーニングしていることを知り、体格で負けている日本人がやらなくてはいけないと考えたからという。2018年、アース・モンダミンカップで優勝し、通算優勝回数が10回に到達。
「逆転の成田美寿々」とも呼ばれるが、通算13勝において、逆転で優勝した回数は9度となるためである。
JLPGAにおいて、30人目になる生涯獲得賞金5億円を突破。

## 優勝記録
太字は公式戦 （いわゆるメジャーといわれる試合のこと）
- 2012年
  - 富士通レディース
- 2013年
  - NEC軽井沢72ゴルフトーナメント
- 2014年
  - ワールドレディスチャンピオンシップ サロンパスカップ
  - ヨネックスレディスゴルフトーナメント
  - サマンサタバサ ガールズコレクション・レディーストーナメント
- 2015年
  - スタジオアリス女子オープン[4]
  - サントリーレディスオープンゴルフトーナメント
- 2017年
  - 大東建託・いい部屋ネットレディス
- 2018年
  - 宮里藍 サントリーレディスオープンゴルフトーナメント
  - アース・モンダミンカップ
  - 富士通レディース
- 2019年
  - ヤマハレディースオープン葛城
  - 大東建託・いい部屋ネットレディス

### 各賞受賞
'18 LPGA資生堂ANESSAビューティー・オブ・ザ・イヤー
'15 メディア賞ベストコメント部門　
'12 LPGA新人賞　日本プロスポーツ新人賞

## 出演
- バーディーラッシュ!!（第4シーズン）（2022年6月28日 - 9月6日、BSフジ）